# Кабинет (группа, Свердловск)
«Кабинет» — советская рок-группа из Свердловска. Наиболее известна благодаря участию в ней композитора Александра Пантыкина и бывших участников группы «Трек».

## История
После распада «Трека» в 1984 году бывшие музыканты группы пробовали реализовать свои собственные проекты: барабанщик Евгений Димов создал «Степ», записавший альбом «Мост»; Настя Полева принимала участие в записи сольного альбома Егора Белкина «Около радио» и пробовалась вокалисткой в «Наутилус Помпилиус», но в итоге предпочла работать в коллективе своего же имени.
Перешедший в филармонию Михаил Перов записывался с «ЧайФом» на альбоме «Жизнь в розовом дыму». Басист Игорь Скрипкарь, звукорежиссёр Александр Гноевых и юный барабанщик Андрей Котов, а также примкнувшие к ним лидер «Урфин Джюса» Александр Пантыкин и гитарист «Пилигримов» Сергей Рютин тоже не остались в стороне и создали свой проект под названием «Скрипкарь и друзья». Именно под этим названием группа выступила на I фестивале Свердловского рок-клуба и, получив аттестацию, стала его членом.
Немного позже коллектив меняет название на «Кабинет» и записывает магнитоальбом «Вскрытие», удививший своим профессионализмом: тщательной работой с материалом, которая особенно заметна в построении композиций; использованием нестандартной ритмики и неожиданных музыкальных решений; умением извлечь качественный звук из примитивной аппаратуры. Наряду с традиционными средствами, в записи были задействованы духовой и камерный оркестры, а также женский хор. Группа показала, что даже в бытовых условиях можно добиться блестящего результата, и тем самым во многом изменила отношение к работе музыкантов рок-клуба.
В 1987 году в группе происходит первая смена состава — Сергея Рютина сменяет коллега Пантыкина и Скрипкаря Михаил Перов, а также клавишник и саксофонист Михаил Архипов. У коллектива начинается активная гастрольная жизнь. «Кабинет» успешно выступает с новой программой, которую не успевает записать в студии. Однако представления о новой программе остались зафиксированы на концерте в Таллине.
К этому времени музыка группы усложнилась, стараниями Пантыкина приблизилась к «серьёзному» искусству, но и стала препятствием в развитии «кабинетного рока». Также «Кабинет» начал сотрудничать со Свердловским театром музыкальной комедии, где в 1989 году при его участии был поставлен спектакль «Конец света» (по произведениям Армандо Тровайоли).
В 1989 году группа опять меняет состав — уходят Пантыкин и Котов, их заменяют Валерий Галактионов и Валерий Широков. В таком составе группа выступает на IV рок-клубовском фестивале с новой программой. Выступление показало, что творческий потенциал коллектива реализован не до конца. Тем не менее, «Кабинет» прекращает существование сразу после фестиваля.

## Состав группы

### Последний состав
- Игорь Скрипкарь — бас, вокал, автор музыки
- Михаил Перов — гитара
- Михаил Архипов — клавишные, саксофон
- Валерий Галактионов — клавишные
- Валерий Широков — ударные
- Александр «Полковник» Гноевых — звукорежиссёр
- Аркадий Застырец — автор текстов

### Бывшие участники
- Александр Пантыкин — клавишные, вокал, автор музыки
- Андрей Котов — ударные
- Сергей Рютин — гитара

## Дискография
- 1986 — Вскрытие (магнитоальбом, переиздан на CD в 1996)
- 1988 — Концерт в УПИ (магнитоальбом)
- 1988 — Концерт в Таллине (магнитоальбом)
- 1988 — Концерт на Дне рождения Свердловского рок-клуба (магнитоальбом)